# Rallye Großbritannien 1975
Die 31. Rallye Großbritannien war der 10. und letzte Lauf zur Rallye-Weltmeisterschaft 1975. Sie fand vom 22. bis zum 26. November in der Region von York statt. Von den 72 geplanten Wertungsprüfungen wurden zwei abgesagt.

## Klassifikationen

### Endergebnis
| Rang | Fahrer          | Co-Pilot           | Auto                    | Zeit (Std./Min./Sek.) | Rückstand Sieger(Min./Sek.) Rückstand V (Min./Sek.) |
| ---- | --------------- | ------------------ | ----------------------- | --------------------- | --------------------------------------------------- |
| 1    | Timo Mäkinen    | Henry Liddon       | Ford Escort RS1800 MKII | 6:00.44               | 00:00                                               |
| 2    | Roger Clark     | Tony Mason         | Ford Escort RS1800 MKII | 6:01:57               | 01:13                                               |
| 3    | Tony Fowkes     | Bryan Harris       | Ford Escort RS1600 MKI  | 6:06:11               | 05:27 04:14                                         |
| 4    | Tony Pond       | David Richards     | Opel Kadett GT/E        | 6:12:26               | 11:42 06:15                                         |
| 5    | Erik Aaby       | Per Odvar Nyborg   | Ford Escort RS1600 MKI  | 6:14:14               | 13:30 01:48                                         |
| 6    | Billy Coleman   | Dan O’Sullivan     | Ford Escort RS1800 MKII | 6:16:38               | 15:54 02:24                                         |
| 7    | Beng Nilsson    | Lars-Erik Calström | Opel Ascona             | 6:17:53               | 17:09 01:15                                         |
| 8    | Maurizio Verini | Francesco Rossetti | Fiat Abarth 124 Rallye  | 6:17:59               | 17:15 00:06                                         |
| 9    | Will Sparrow    | Ron Crellin        | Vauxhall Magnum Coupé   | 6:18:04               | 17:20 00:05                                         |
| 10   | Simo Lampinen   | Piero Sodano       | Lancia Beta Coupé       | 6:18:59               | 18:15 00:55                                         |

Insgesamt wurden 104 von 236 gemeldeten Fahrzeuge klassiert:

### Herstellerwertung
| Pos. | Team    | Punkte |
| ---- | ------- | ------ |
| 1    | Lancia  | 96     |
| 2    | Fiat    | 61     |
| 3    | Alpine  | 60     |
| 4    | Opel    | 58     |
| 5    | Peugeot | 40     |

Die Fahrer-Weltmeisterschaft wurde erst ab 1979 ausgeschrieben.